# Annette Brooke

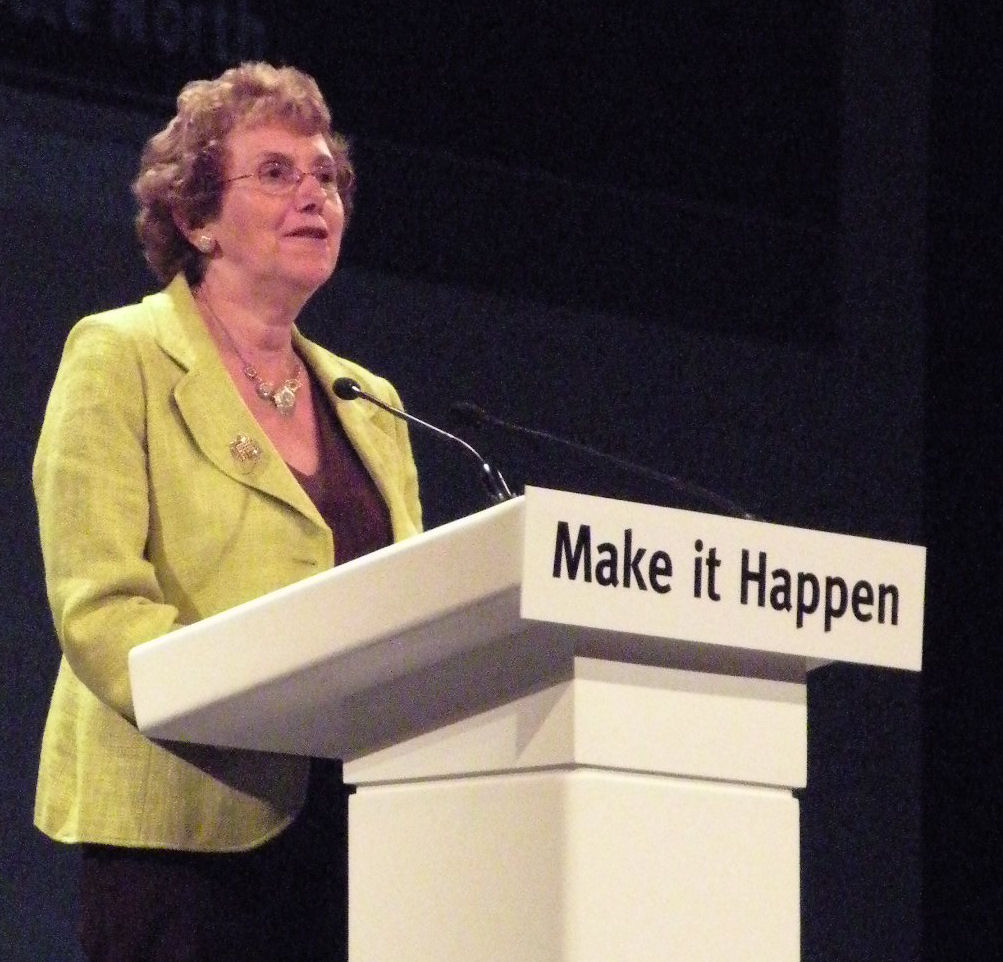
Annette Brooke (2008)

Annette Brooke, född 7 juni 1947, är en brittisk politiker inom Liberaldemokraterna. Hon representerade valkretsen Mid Dorset and Poole North från 2001 till 2015. Hon var partiets talesman i inrikesfrågor.